# Unione Sportiva Lucchese Libertas 1969-1970
Questa pagina raccoglie le informazioni riguardanti l'Unione Sportiva Lucchese Libertas nelle competizioni ufficiali della stagione 1969-1970.

## Rosa
| N. |                   | Ruolo | Calciatore       |
| -- | ----------------- | ----- | ---------------- |
|    | Italia (bandiera) | C     | Mario Bardi      |
|    | Italia (bandiera) | D     | Alberto Benini   |
|    | Italia (bandiera) |       | Bergamin         |
|    | Italia (bandiera) | A     | Umberto Campioli |
|    | Italia (bandiera) | C     | Dario Cavallito  |
|    | Italia (bandiera) | A     | Mauro Colombini  |
|    | Italia (bandiera) | A     | Giuseppe Fagni   |
|    | Italia (bandiera) |       | Galli            |
|    | Italia (bandiera) | D     | Andrea Giani     |
|    | Italia (bandiera) | D     | Enzo Giani       |
|    | Italia (bandiera) | C     | Paolo Lazzotti   |
|    | Italia (bandiera) | D     | Amerigo Ludovici |

| N. |                   | Ruolo | Calciatore         |
| -- | ----------------- | ----- | ------------------ |
|    | Italia (bandiera) | A     | Marzio Magli       |
|    | Italia (bandiera) |       | Martinelli         |
|    | Italia (bandiera) | D     | Massimo Martini    |
|    | Italia (bandiera) |       | Masetto            |
|    | Italia (bandiera) | A     | Pier Luigi Masoni  |
|    | Italia (bandiera) | A     | Adelindo Moriconi  |
|    | Italia (bandiera) | C     | Ranieri Parola     |
|    | Italia (bandiera) | D     | Giancarlo Pomelli  |
|    | Italia (bandiera) | A     | Alessandro Santini |
|    | Italia (bandiera) |       | Talini             |
|    | Italia (bandiera) | P     | Sergio Vendramin   |
|    | Italia (bandiera) | C     | Francesco Volpato  |